# Pierre Robinault de Saint-Régeant
Pierre Maurice Robinault de Saint-Régeant (o anche Robinaud de Saint-Régent) (Lanrelas, 30 settembre 1766 – Parigi, 20 aprile 1801) è stato un militare francese.
Detto Pierrot, a causa della sua bassa statura, fu un temibile e feroce ufficiale chouan durante la rivoluzione francese, membro paramilitare delle forze armate realiste controrivoluzionarie di Vandea, e in seguito responsabile di un attentato a Napoleone Bonaparte, per cui fu ghigliottinato.

## Biografia
Nato a Lanrelas, sulle Coste del Nord, da una famiglia della piccola nobiltà, era figlio di Pierre, scudiero e signore di Saint-Régent, e di Jeanne de Bonaventure. Vecchio allievo della scuola militare, poi ufficiale di artiglieria della marina reale, emigrò in Inghilterra e ritornò in Bretagna all'inizio della chouannerie, divenendone colonnello di fanteria.
Ebbe un ruolo importante nel paese di Lanouée, dove aveva il suo posto di comando della divisione nella foresta. Comandò per lungo tempo una divisione che si estendeva dalla riviera di Oust alla foresta de la Hardouinais, comprendendo i cantoni di Trémorel, Merdrignac, La Chèze, Gaël, La Trinité-Porhoët, Saint-Méen e una parte della foresta di Paimpont. Allora era conosciuto con il soprannome di "Pierrot".
Realista sfegatato e irriducibile, come il suo capo Georges Cadoudal, del quale era tenente, non firmò mai trattati di pace. Fedele a Luigi XVIII, non riconobbe mai il regime bonapartista. È soprattutto conosciuto per il suo ruolo di esecutore materiale durante l'attentato della rue Saint-Nicaise a Parigi, la cosiddetta "macchina infernale" di Saint-Nicaise che quasi uccise Napoleone Bonaparte, dai realisti considerato usurpatore del trono, il 24 dicembre 1800.
Morì ghigliottinato in place de Grève, a Parigi, il 20 aprile 1801, con indosso la camicia rossa dei parricidi e gridando "Per il re!". Le sue spoglie furono tumulate nel cimitero Sainte-Catherine, nel quadrato dei giustiziati. La sua sepoltura è scomparsa già da tempo.

## Nella cultura di massa

### Cinema
- Napoléon (2002), interpretato da Jerry Di Giacomo.